# بوکووانی (ناحیه پریبرام)
بوکووانی (به چکی: Bukovany) یک منطقهٔ مسکونی در جمهوری چک است که در ناحیه پریبرام واقع شده‌است.